# Blakea villosa
Blakea villosa är en tvåhjärtbladig växtart som beskrevs av Célestin Alfred Cogniaux. Blakea villosa ingår i släktet Blakea och familjen Melastomataceae. Inga underarter finns listade i Catalogue of Life.